# Banyuls (AOC)
Pour les articles homonymes, voir Banyuls.
Le banyuls est un vin doux naturel (VDN) d'appellation d'origine contrôlée produit sur quatre communes du Sud de la France, dans le département des Pyrénées-Orientales en région Occitanie : Banyuls-sur-Mer, Collioure, Port-Vendres et Cerbère.
Il est issu de vieilles vignes cultivées en terrasses sur les coteaux pentus de la côte Vermeille, où la partie française du massif des Albères (extrémité orientale des Pyrénées) rejoint la mer Méditerranée. Il peut être produit en rouge, en blanc (ou ambré) et rosé. Une seconde appellation existe aussi, uniquement en VDN rouge, le banyuls grand cru.

## Histoire

### Moyen Âge
La cité de Banyuls est dénommée Bannils de Maritimo en 1074. 
Selon certains auteurs l'organisation du vignoble, implanté par les Grecs et Phéniciens, aurait été radicalement modifiée, au cours du Moyen Âge, par les Templiers qui auraient mis en place un système de filtrage et d'écoulement des eaux pluviales (qui est d'ailleurs toujours utilisé actuellement).
Cette double affirmation est cependant discutée. Le territoire de Banyuls-sur-Mer commence à être habité dès le VIIIe siècle, sous l'impulsion du système de l'apprisio mis en place par Charlemagne et du monastère Sant-Kirk de Colera (ses ruines sont visibles sur l'actuel municipi d'Espolla). Au Xe siècle est construite l'église paroissiale des Abeilles, preuve de l'existence d'une communauté villageoise constituée. Les paysans installés ont-ils attendu l'arrivée des Templiers au XIIe siècle (soit 200 ans plus tard) pour comprendre comment mettre en valeur leurs terres et nourrir leurs familles? D'autant que si les Templiers possèdent bien des terres, celles-ci sont plutôt situées dans la vallée de Cosprons (qui appartient au village de Banyuls jusqu'en 1824) ; terres qu'ils afferment et dont ils exportent la production via leur maison installée dans la basse-cour du château royal de Collioure.

### Période moderne
Chaque année, les fêtes de la Saint Vincent se déroulent dans les rues de Collioure, du 14 au 18 août. Historiquement, la procession sur mer du 16 août constituait l’événement majeur des fêtes. La première eut lieu le 16 août 1701, afin de célébrer l’arrivée dans la ville des reliques de Saint Vincent. Cette célébration eut alors lieu chaque année jusqu’à l’instauration de la loi de séparation de l’Église et de l’État en 1905. 
Depuis 2001 (à l’occasion du tricentenaire des fêtes), la procession sur mer a lieu à nouveau.

### Période contemporaine
Alors que jusque dans les années 1850, l'économie rurale du canton repose sur le triptyque méditerranéen (vigne, olive et céréale), le paysage et l'économie sont radicalement bouleversés par la conjugaison de 2 phénomènes. D'une part, la fin des interdits royaux sur la vigne pousse les agriculteurs locaux à planter une plus grande superficie de vigne. D'autre part, l'ouverture conjuguée de la rade de Port-Vendres à la marine marchande (1851), de la route nationale n° 114 (1870-1871) et de la gare internationale de Cerbère (1878-1888), permettent aux paysans d'exporter à haut coût leur vin et d'importer à bas coût leur céréales. La polyculture vivrière est alors rapidement remplacée par la monoculture de la vigne. Par exemple, en 1864, le territoire de la commune de Port-Vendres produit 18 000 hectolitres de vin. 16 000 hectolitres (soit la quasi-totalité) sont exportés au Brésil et en Amérique via le port. La vigne, très rentable économiquement, part à l'assaut de la moindre parcelle de terre, alors que disparaissent les céréales peu adaptées au sous-sol schisteux et au climat méditerranéen. Avec les pandémies (phylloxéra et oïdium) et la crise de mévente en 1907, le phénomène d'expansion de la vigne décroît progressivement dès 1914, pour se stabiliser au début des années 1930.
Les vendanges 1906 avaient été désastreuses dans tout le Roussillon. Ce qui n'empêcha pas la chute des cours du vin. Des familles vigneronnes se heurtaient à des difficultés financières telles qu'elles ne pouvaient plus payer l'impôt. Informé, le gouvernement donna ordre de faire intervenir les huissiers. Le village de Baixas fut le premier à se révolter au début de l'année 1907.
Le 18 février, il reçut le soutien de Marcelin Albert, qui envoya un télégramme à Georges Clemenceau. Quant à Joseph Tarrius, viticulteur et pharmacien à Baixas, il fait parvenir au gouvernement une pétition signée des habitants du village. Il y est précisé que le seul impôt que les contribuables puissent encore payer est celui du sang. Alors que les défilés de protestations s'étaient multipliés dans les villes et villages, préfectures et sous-préfectures accueillirent les manifestations viticoles. Le 19 mai, à Perpignan 170 à 200 000 personnes défilent dans la ville. La manifestation se déroule sans incidents graves,.

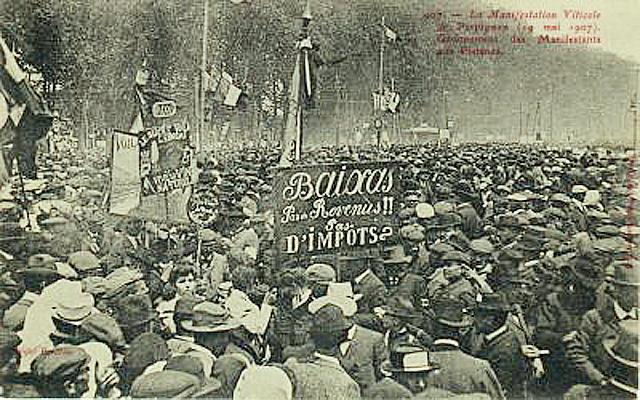
Regroupement des manifestants aux Platanes.
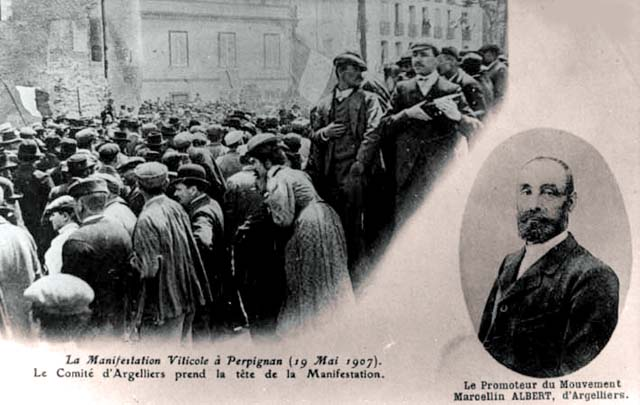
Le comité d'Argeliers prend la tête de la manifestation.
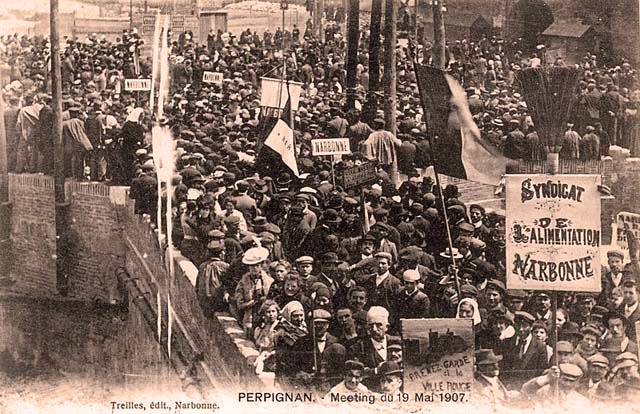
À Perpignan, les commerçants aux côtés des viticulteurs.
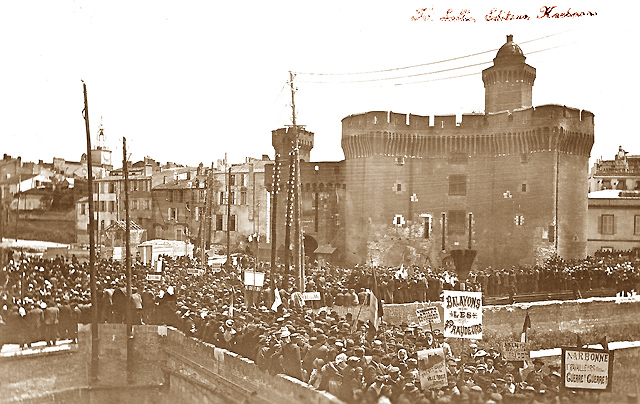
Les manifestants devant le Castillet.

Dans les départements du Gard, de l'Hérault, de l'Aude et des Pyrénées-Orientales, les conseils municipaux démissionnent collectivement - il y en aura jusqu'à 600 - certains appellent à la grève de l'impôt. La situation devient de plus en plus tendue, les viticulteurs furieux attaquent perceptions, préfectures et sous-préfectures. Le 20 juin, la tension monte encore. À Perpignan, la préfecture est pillée et incendiée. Le préfet David Dautresme doit se réfugier sur le toit.
L'appellation « banyuls » est créée par le décret du 6 août 1936 ; l'appellation « banyuls grand cru », par le décret du 16 novembre 1962. Dans les deux cas, le nom de l'appellation peut être complété par les mentions « hors d'âge » et « rancio ». Le cahier des charges de l'appellation a été modifié en octobre 2009, en novembre 2011 et en juillet 2024.

## Situation géographique
À l’est, la Méditerranée ; à l’ouest comme au sud, la montagne des Albères, derniers soubresauts des Pyrénées dont les pentes abruptes plongent dans la mer créant un multitude de petites criques dont celles abritant les quatre petits ports.

### Orographie
Les 1 750 hectares classés dans l'aire d'appellation sont structurés en terrasses soutenues par plus de 6 000 km de murettes de pierres sèches. Elles constituent, associées à des canaux obliques et verticaux, un réseau de filtrage et de canalisation des rares mais violentes eaux de pluie. Cet ouvrage gigantesque, qui façonne tout un paysage, a été construit il y a plus de sept siècles et entretenu par les vignerons pour préserver de l’érosion la fine couche de terre et de schiste en décomposition qui recouvre le sol. 

### Géologie

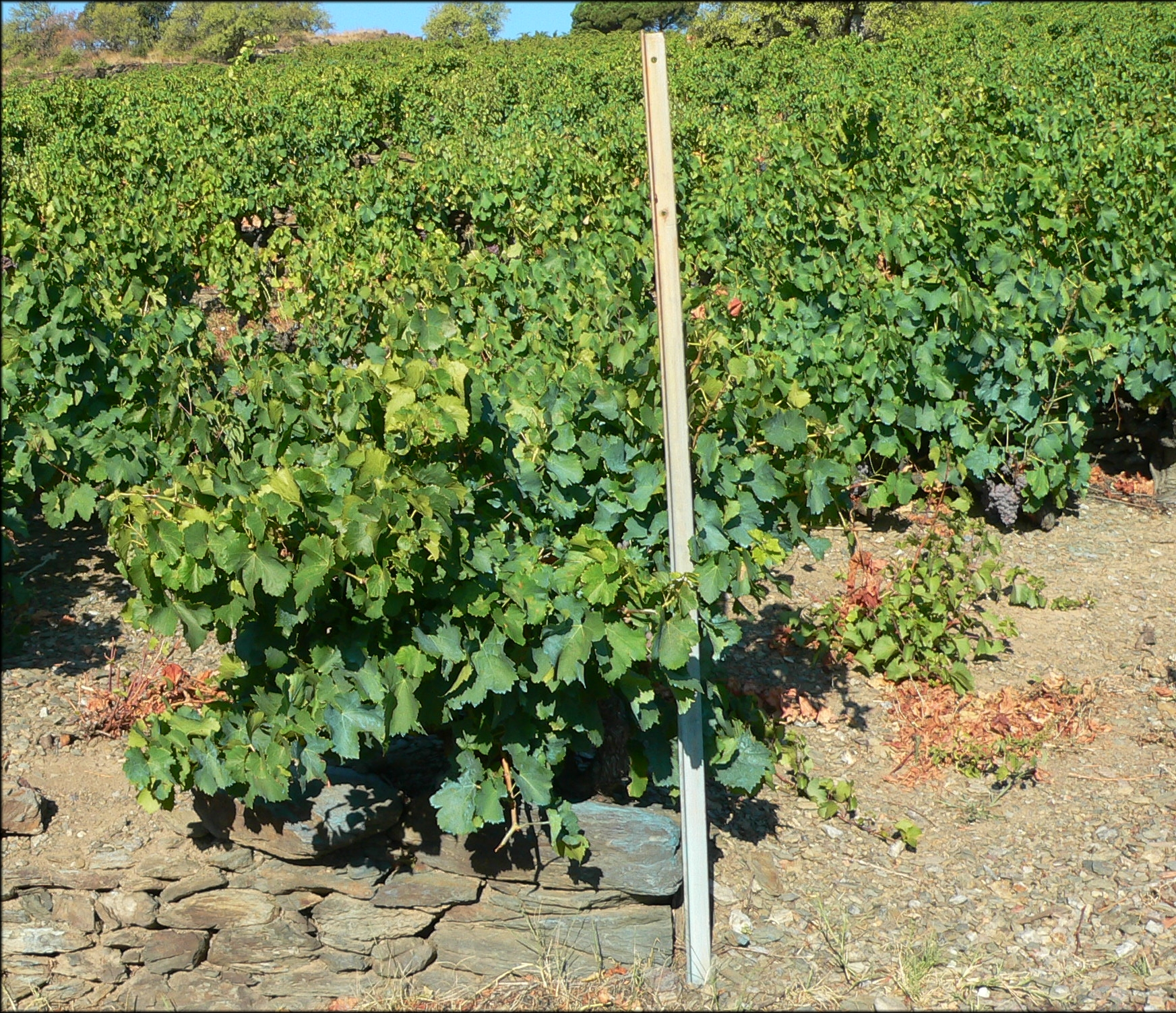
Vignes de Banyuls sur un terroir de schiste.

Le sol y est presque exclusivement constitué de schiste en strates verticales dans les profondeurs desquelles la vigne plonge ses racines. Elle partage ce maigre et aride terroir avec les pins, les oliviers, les chênes-lièges et la garrigue aromatique et sauvage.

### Climatologie
Le climat de la région de Banyuls est de type méditerranéen. Les hivers y sont doux avec quatre jours de gelées par an, les étés sont souvent chauds et secs. La tramontane (Tramuntana) souffle fréquemment (un jour sur quatre ; moins depuis quelques années) et amène une certaine fraîcheur en période estivale. La température moyenne annuelle sur Perpignan est de 15,9 °C. La température des mois les plus chauds atteint plus de 30 °C. La plaine du Roussillon est en effet l'une des régions les plus chaudes de France. Avec plus de 300 jours d’ensoleillement par an, un vent fréquent, des pluies rares mais violentes qui permettent de ne réaliser que 3 à 4 traitements par an, les producteurs se sont engagés dans une viticulture respectueuse de son environnement.
| Mois                                       | Janv. | Fév.  | Mars  | Avr.  | Mai   | Juin  | Juil. | Août  | Sept. | Oct.  | Nov.  | Déc.  | Total année |
| ------------------------------------------ | ----- | ----- | ----- | ----- | ----- | ----- | ----- | ----- | ----- | ----- | ----- | ----- | ----------- |
| Heures moyennes d'ensoleillement           | 147,5 | 153,2 | 206,2 | 214,2 | 240,1 | 270,6 | 313,9 | 270,7 | 217,7 | 182,3 | 147,7 | 141,9 | 2506        |
| Moyennes mensuelles de précipitations (mm) | 50,6  | 44,8  | 43,5  | 55,9  | 50,1  | 28,3  | 17,1  | 32,0  | 47,3  | 89,8  | 58,6  | 54,4  | 572,4       |
| Nombre de jours de pluie ≥ 1 mm            | 5,2   | 4,7   | 4,5   | 5,9   | 5,5   | 4,1   | 3,0   | 3,9   | 4,2   | 5,1   | 5,1   | 5,3   | 56,5        |
| Nombre de jours de brouillard              | 1,2   | 0,9   | 0,9   | 0,8   | 1,1   | 0,6   | 0,6   | 0,9   | 2,4   | 2,0   | 1,3   | 1,4   | 14,1        |
| Nombre de jours d'orage                    | 0,4   | 0,2   | 0,5   | 1,2   | 2,8   | 4,3   | 4,6   | 5,2   | 3,2   | 2,3   | 0,7   | 0,5   | 23,7        |
| Nombre de jours de neige                   | 0,9   | 0,6   | 0,4   | —     | —     | —     | —     | —     | —     | —     | 0,2   | 0,4   | 2,6         |
| Nombre de jours de gel                     | 4,9   | 2,8   | 1,1   | 0     | 0     | 0     | 0     | 0     | 0     | 0     | 0,9   | 3,8   | 13,5        |
| Nombre de jours de vent ≥ 57,6 km/h        | 14,4  | 11,5  | 15,6  | 12,9  | 8,1   | 7,0   | 9,0   | 7,3   | 6,8   | 9,4   | 11,6  | 13,4  | 127         |
| Nombre de jours de vent ≥ 100,8 km/h       | 2,0   | 1,2   | 2,1   | 0,6   | 0,5   | 0,2   | 0,2   | —     | 0,1   | 0,4   | 0,7   | 2,7   | 10,7        |

## Vignoble

### Présentation
L'aire de production est limitée aux quatre communes de la côte Vermeille : Collioure, Port-Vendres, Banyuls-sur-Mer et Cerbère. La superficie en production, qui a été de 1 850 hectares[Quand ?], s'est réduite à un total de 563 ha en 2023, dont 96 ha pour du VDN blanc/ambré et 18 pour du VDN rosé.

### Terrasses

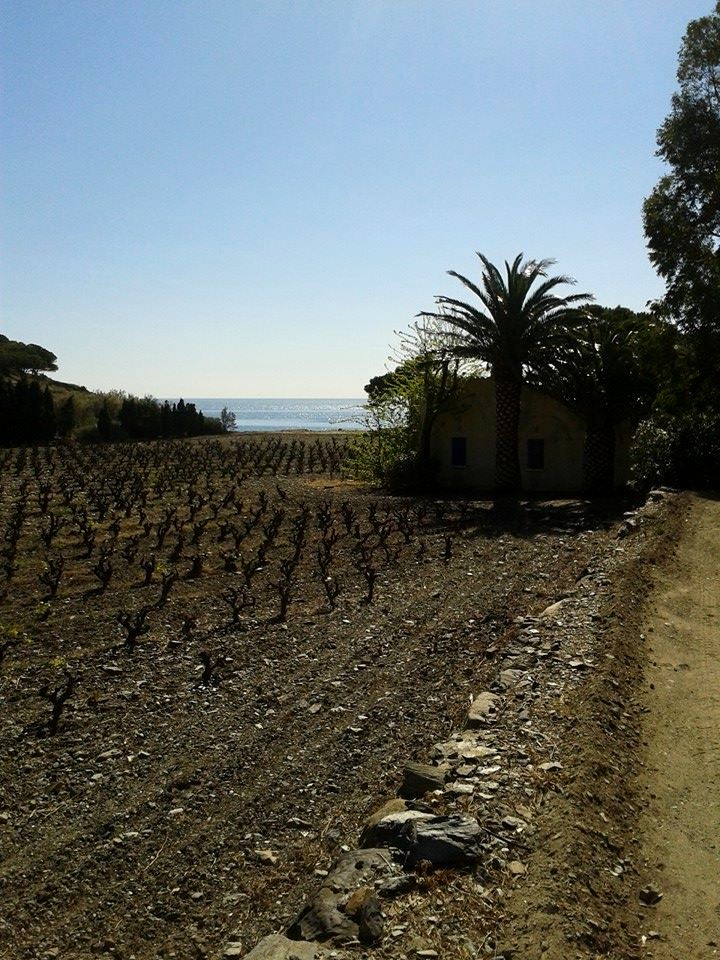
Murets, vignes et palmier de Banyuls.

Ce terroir viticole est façonné par les murettes en schistes qui s'étalent sur plus de 6 000 kilomètres. Certaines de ces substructions datent du Ve siècle avant notre ère. Leur aménagement fut perfectionné durant la période médiévale ; « De loin, on aperçoit sur les coteaux verdoyants les dessins des "peus de gall" (pieds de coq) - ingénieux système de canaux en pierre sèche, initié par les Templiers, permettant d'évacuer l'eau des orages, rares mais violents ».
Cet étagement « écarte toute possibilité de mécanisation et d’automatisation dans la culture de la vigne, ce qui donne aux vins de Banyuls toute leur force, leur caractère, et leur préciosité. Ce travail laborieux que les vignerons perpétuent depuis des siècles est récompensé par des saveurs uniques, gorgées de soleil et d’intensité aromatique ». De plus ces coteaux ont forte déclivité, puisqu'ils vont des rives de la Méditerranée jusqu'à 500 mètres d'altitude. Ce qui nécessite pour les vignerons de travailler uniquement à la main, sans aucune mécanisation, « sur des sols pauvres, des ceps d'une moyenne de quarante ans d'âge leur offrant 20 à 30 hl à l'hectare, soit moins d'une bouteille par pied de vigne ».

### Encépagement
Les cépages principaux sont le grenache noir N (minimum 50 % de l'encépagement pour produire du banyuls et 75 % pour du banyuls grand cru), le grenache gris G, le grenache blanc B, le macabeu B, le muscat blanc à petits grains B, le muscat d'Alexandrie B (appelé localement le muscat romain) et le tourbat B (appelé malvoisie du Roussillon).
Il peut être rajouté cinq cépages accessoires (limités à 10 % de l'encépagement de l'exploitation) : le carignan N, le cinsault N, la counoise N, le mourvèdre N et la syrah N.

### Méthodes culturales

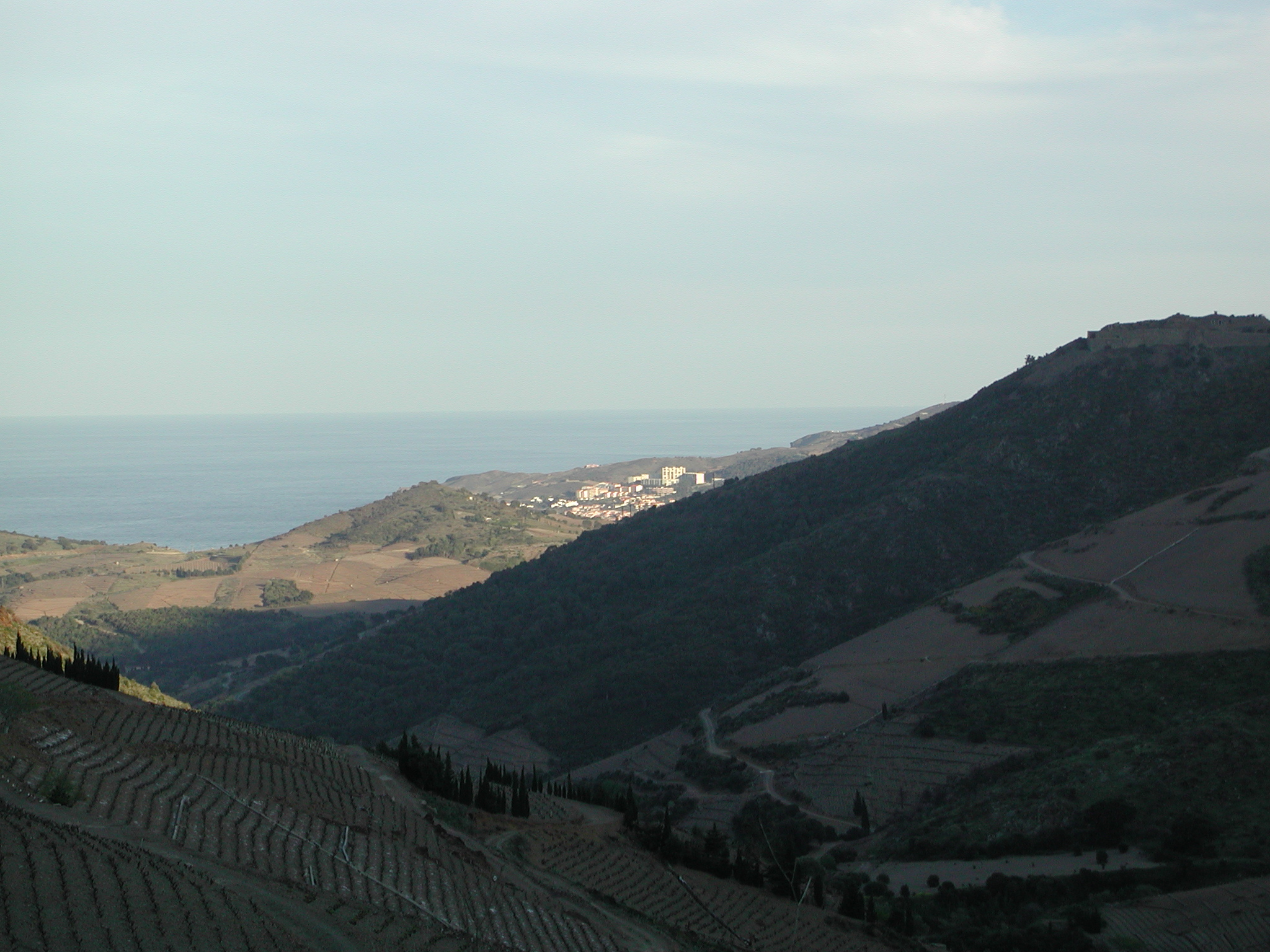
Vignobles en terrasses au-dessus de Banyuls.

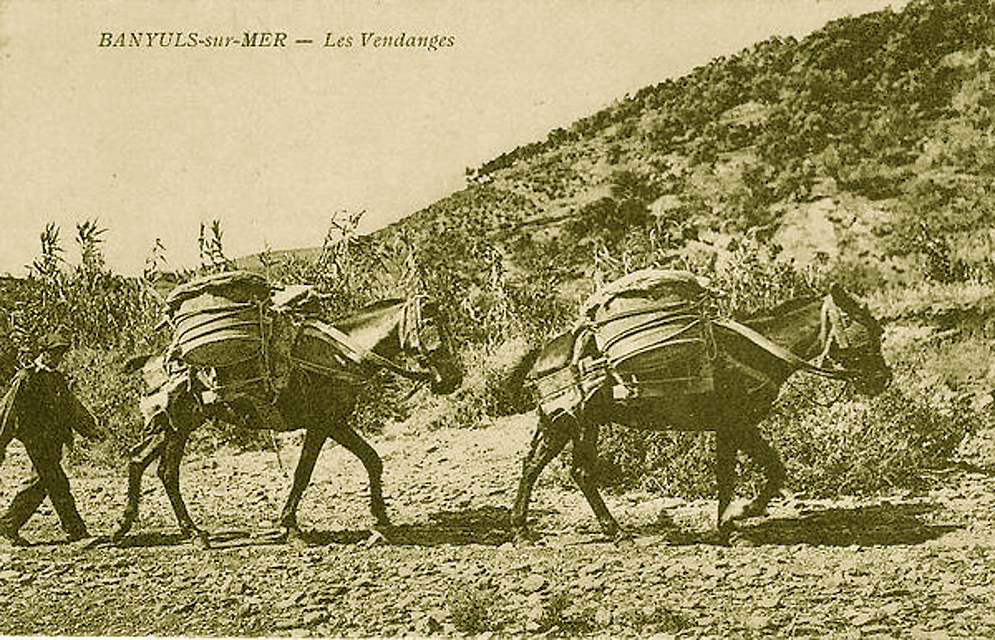
Vendanges à Banyuls en 1920.

Architecture en terrasses qui impose une viticulture traditionnelle sans recours à la mécanisation. Vendanges manuelles. Le rendement est limité à 40 hl par hectare. Les vins sont issus de moûts présentant une richesse naturelle minimale en sucres de 252 grammes par litre.

## Vins
Le volume de production en 2023 est de 6 705 hectolitres de Vins doux naturels (VDN), dont 5 211 hl sont déclarés en rouge, 1 178 hl en blanc/ambré et 316 hl en rosé
Pour l'appellation banyuls grand cru, la production (tellement faible que les douanes la déclare « donnée confidentialisée ») se limite au VDN rouge.

### Élevage

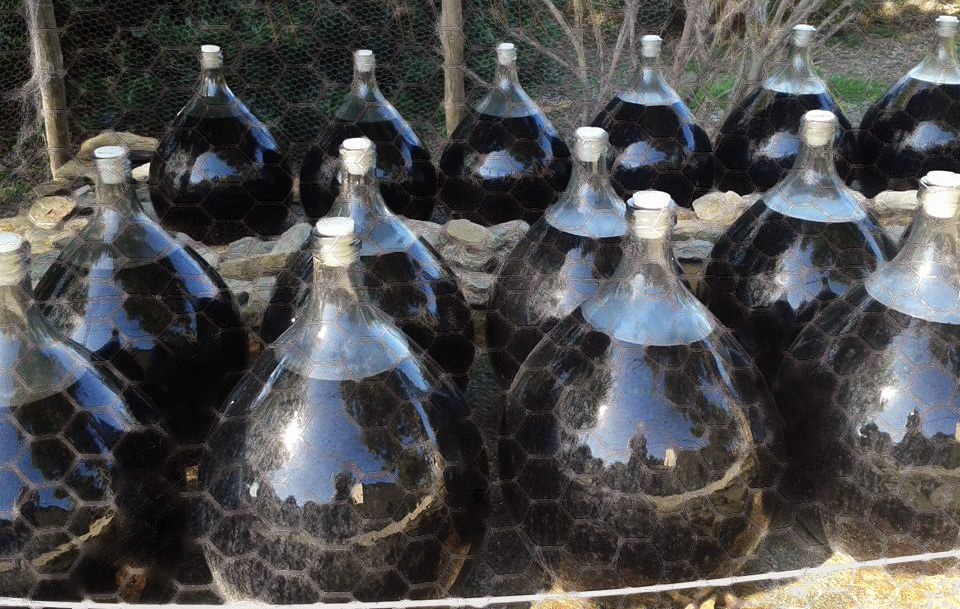
Maturation du banyuls rimage en dame-jeanne.

L'élevage est d'une durée minimale de 10 mois pour les banyuls et de 30 mois pour les banyuls grand cru. Il existe deux grandes méthodes d’élevage qui définissent les types de vin élaborés. Pour les VDN banyuls et banyuls grand cru traditionnels : en milieu oxydant.
Les vins sont élevés plus ou moins longtemps dans divers contenant de bois, foudres, cuves, barriques ou demi-muids. Ces pièces de bois sont généralement très anciennes. Le vin y est laissé au contact de l’oxygène. Cette oxydation en rancio est parfois accélérée par un élevage en plein air. Au fil du temps, les arômes de fruits murissent puis cèdent le pas à un complexe aromatique très riche de fruits secs, tabac, cuir, épices... C’est ainsi qu’apparait peu à peu l’arôme rancio caractéristique de cet élevage.
Pour les banyuls rimage et certains banyuls blanc : en milieu réducteur.
Les vins sont élevés en les préservant de toute oxydation. On peut procéder à une mise en bouteille précoce après conservation en cuve parfaitement ouillée, ou bien on souligne la structure du vin par un élevage plus ou moins long en barriques et une mise en bouteilles plus tardive. L’objectif est ici de préserver la fraîcheur aromatique et les qualités vineuses du Banyuls. Les spécificités de chaque millésime vont définir son évolution et son potentiel de garde.

### Type de vins et gastronomie
Les VDN banyuls sont d'abord des vins de dessert qui se marient bien avec le chocolat ou les fromages bleus. Ils sont aussi ingrédient du civet de langouste.

### Liste de producteurs

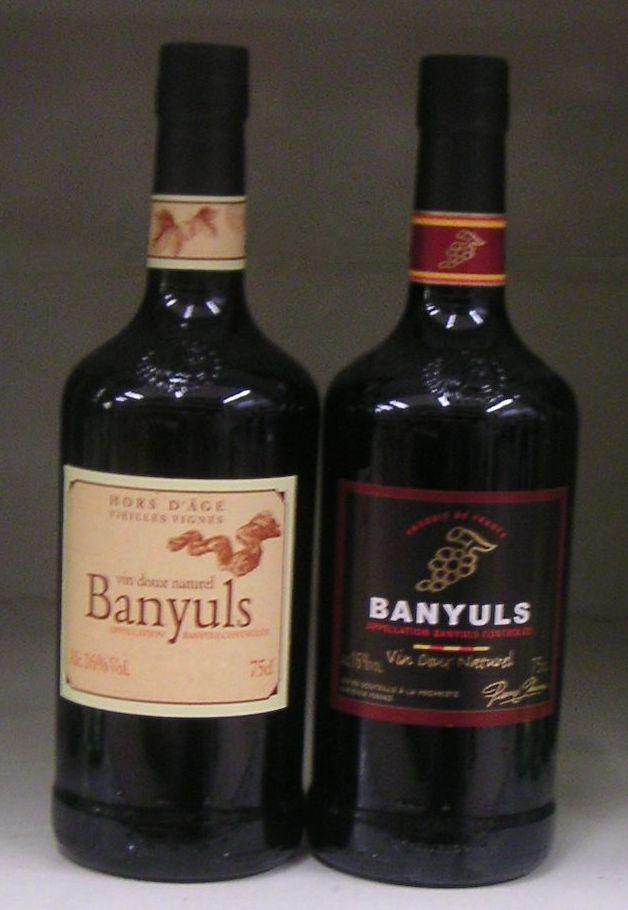
AOC banyuls hors d'âge.
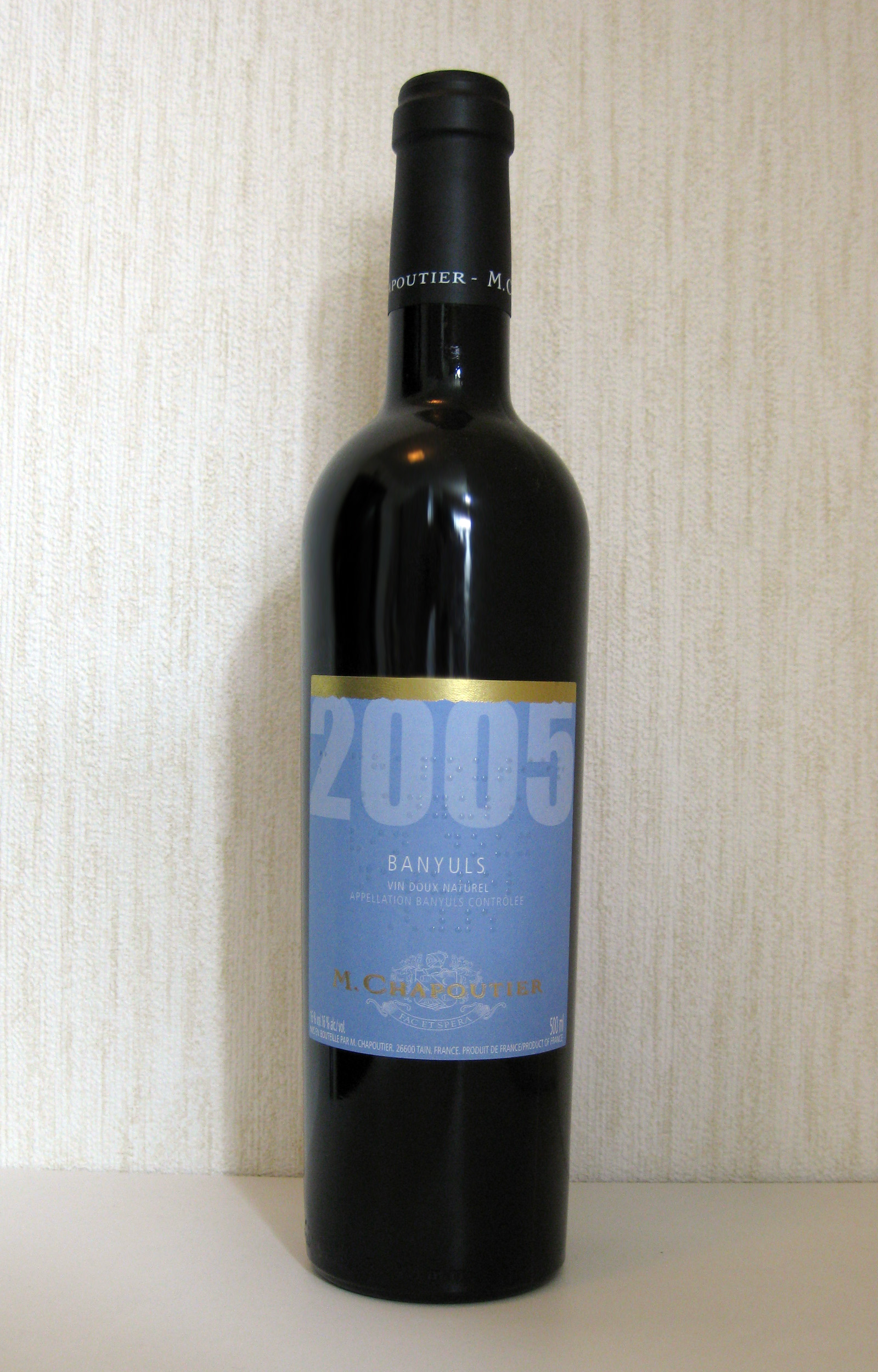
AOC banyuls 2005, M. Chapoutier.
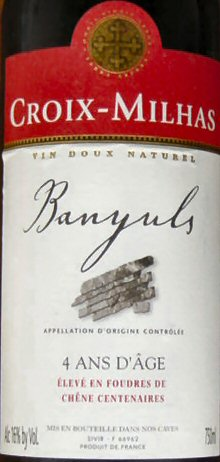
AOC banyuls Croix-Milhas, 4 ans d'âge.
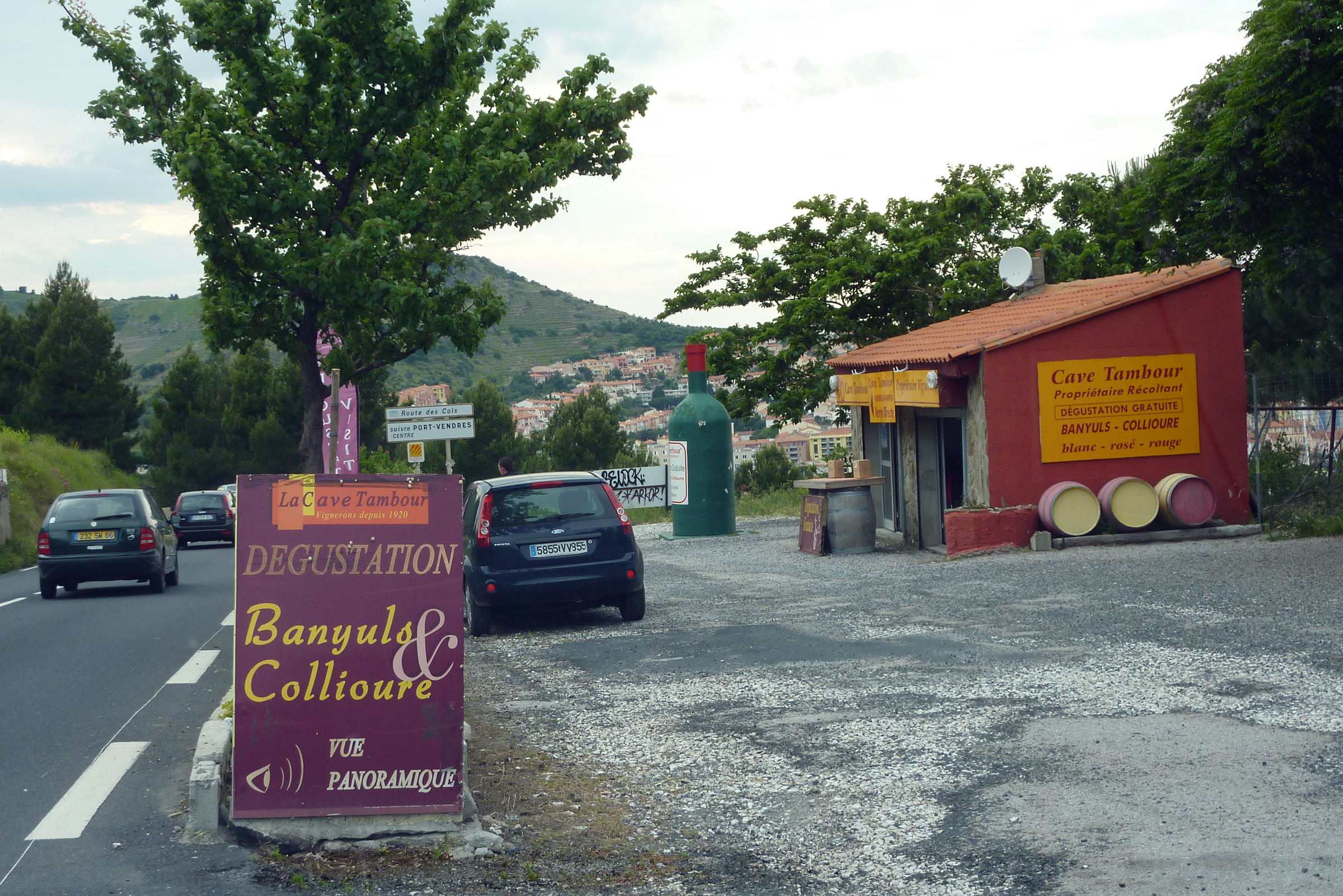
Dégustation de banyuls, Cave Tambour.

- Cave de l'Abbé Rous[13]
- Cave L'Étoile[14]
- Cave Tambour[15]
- Cellier des Dominicains
- Cellier des Templiers[16]
- Domaine Abbaye Sainte Eugénie
- Domaine Berta Maillol[17]
- Domaine de la Casa Blanca
- Domaine de la Rectorie[18]
- Domaine du Mas Blanc
- Domaine du Traginer
- Domaine Hugi
- Domaine Le Casot des Mailloles
- Domaine Madeloc[19]
- Domaine Manya-Puig
- Domaine Pietri-Géraud[20]
- Domaine Saint-Sébastien[21]
- Domaine Vial Magneres
- Le Clos de Paulilles[22]